# Universitat central d'estudis superiors tibetans
L'Institut Central d'Estudis Superiors Tibetans (CIHTS; tibetà: ཝ་ མཐོ་ སློབ ; wylie: wa Na mtho slob), conegut també com a Universitat Central d'Estudis Tibetans (CUTS), és una deemed university fundat a Sarnath, Benarés (Índia), el 1967, com a organització autònoma del Ministeri de Cultura de la Unió. L'Instutut va ser fundat per Pt. Jawaharlal Nehru en consulta amb Tenzin Gyatso, el 14è Dalai-Lama, amb l'objectiu d'educar els joves tibetans a l'exili i els estudiants fronterers de l'Himàlaia, així com amb l'objectiu de tornar a traduir al sànscrit, l'hindi i altres llengües índies modernes els textos perduts sànscrits indo-budistes que actualment només existeixen en tibetà.
Originalment funcionava com una ala de constitució especial de la Universitat Sampurnanand de sànscrit, Benarés. A principis de la dècada del 1970, el Govern de l'Índia va examinar el progrés de l'institut i va decidir concedir-li un estatus d'òrgan autònom del Departament de Cultura, Ministeri d'Educació, Govern de l'Índia el 1977 amb un 100% de suport financer del govern de l'Índia.
L'institut va progressar constantment i el govern de l'Índia el va declarar una deemed university (universitat considerada) el 5 d'abril de 1988. Antigament dirigit per Kyabje Zong Rinpoche, Samdong Rinpoche (antic primer ministre de les administracions centrals tibetanes) i Ngawang Samten, també antic alumne, l'institut està dirigit actualment per Lobsang Norbu Shastri, ajudat pels professors, amb l'objectiu d'aconseguir l'excel·lència en els àmbits de la Tibetologia i la Budologia. La universitat atreu a un gran nombre d'estudiants de moltes regions de l'Himàlaia, amb estudiants procedents de Kinnaur, Lahaul, Spiti, Ladakh i Monpas d'Arunachal. Els alumnes de Nepal estan formats per estudiants (xerpes, lames i molts més) de les regions limítrofes de Mustang i Dolpo. A banda d'aquests, els estudiants també provenen de Bhutan i Mongòlia.
La universitat també ofereix cursos de medicina tibetana (sowa rigpa), astrologia i belles arts.
El 14 de gener de 2009, l'institut va ser declarat oficialment universitat (rebent el nom de Universitat Central d'Estudis Tibetans), i la inauguració va ser realitzada pel 14è Dalai Lama.